# Miss World Cup 2010
El certamen de belleza Miss World Cup 2010 fue realizado el 4 de junio de 2010. El concurso fue organizado por MGC-Miss Germany Corporation Klemmer GmbH & Co. Delegadas de 32 países compitieron por este título de belleza. La noche de gala tras la preparación del coreógrafo Jens Dolecki.
Edwige Madze Badakou, Miss World Cup 2006 coronó a su sucesora  Jennifer Scherman, representante de Argentina, al final del evento. El certamen fue realizado en Europa-Park de la ciudad alemana de Rust. El concurso fue conducido por el conductor de Tv  Michael Antwerpes acompañado de Miss Germany 1999 (enlace roto disponible en Internet Archive; véase el historial, la primera versión y la última)., Alexandra Philipps.

## Historia
El certamen Miss World Cup (enlace roto disponible en Internet Archive; véase el historial, la primera versión y la última)., fue celebrado por primera vez el año 2006 en Alemania, con motivo de reunir a cada una de las representantes de los países que van al mundial de Fútbol. Posteriormente, en el año 2010 unas 950 aspirantes a ganar la copa de belleza mundialista fueron presentadas a este concurso celebrado por primera vez en el Mundial de Fútbol 2006, de las cuales quedaron 32 delegadas, una por cada país, en competencia por el máximo título.

## El concurso
Las 32 mises viajaron el martes 1 de junio de 2010 a la ciudad Alemana de Rust para hospedarse en el Hotel El Andaluz en Europa-Park. Tras campañas de relaciones públicas, fotografías y presentaciones, se llevó a cabo el evento el viernes 4 de junio de 2010. El show se estrenó con la camiseta nacional de fútbol, la primera ronda de la competencia en traje de gala y la segunda ronda de la competencia por traje de baño se presentó a las concursantes ante el jurado internacional.
El coreógrafo Jens Dolecki (enlace roto disponible en Internet Archive; véase el historial, la primera versión y la última). dirigió a las 32 mises, y el fotógrafo Filipe Ribeiro (enlace roto disponible en Internet Archive; véase el historial, la primera versión y la última). estuvo a cargo de la escena profesional del evento.

## Panel de Jueces Oficiales
- Edwige Madze Badakou (enlace roto disponible en Internet Archive; véase el historial, la primera versión y la última)., Miss World Cup 2006.
- Claudia Effenberg (enlace roto disponible en Internet Archive; véase el historial, la primera versión y la última)., Diseñadora.
- Walter Eschweiler (enlace roto disponible en Internet Archive; véase el historial, la primera versión y la última)., Exárbitro de la FIFA.
- Pierre Geisensetter (enlace roto disponible en Internet Archive; véase el historial, la primera versión y la última)., Anfitrión ZDF.
- Anne Julie Hagen (enlace roto disponible en Internet Archive; véase el historial, la primera versión y la última)., Miss Alemania 2010.
- Inés Cuba (enlace roto disponible en Internet Archive; véase el historial, la primera versión y la última)., presentadora.
- Pierre Littbarski, El exfutbolista y entrenador.
- Daniel Lopes (enlace roto disponible en Internet Archive; véase el historial, la primera versión y la última)., cantante de American Idol.
- Jürgen Mack (enlace roto disponible en Internet Archive; véase el historial, la primera versión y la última)., socio gerente del Parque Europa.
- Roy Makaay, Exjugador nacional de los Países Bajos y el FC Bayern de Múnich.
- Christina Obergfoll (enlace roto disponible en Internet Archive; véase el historial, la primera versión y la última)., Vice Campeón del Mundo en jabalina.
- Karl Odermatt (enlace roto disponible en Internet Archive; véase el historial, la primera versión y la última)., exjugador de fútbol en Suiza.
- Alfredo Pauly (enlace roto disponible en Internet Archive; véase el historial, la primera versión y la última)., Diseñador de Moda.
- Francek PRSA peluquería maestro, Peluquerías Francek.
- Dragoslav Stepanovic (enlace roto disponible en Internet Archive; véase el historial, la primera versión y la última)., serbia entrenador de fútbol (exentrenador de Frankfurt).
- Marc Terenzi (enlace roto disponible en Internet Archive; véase el historial, la primera versión y la última)., cantante de EE.UU.

## Países concursantes y delegadas
| País            | Delegada | Edad | Estatura(Cm) | País Residencia |
| --------------- | --- | ---- | ------------ | --------------- |
| Argentina       | Jennifer Sherman (enlace roto disponible en Internet Archive; véase el historial, la primera versión y la última).         | 17   | 1.75m        | Alemania        |
| Alemania        | Jessica Carolin Vertritt (enlace roto disponible en Internet Archive; véase el historial, la primera versión y la última). | 21   | 1.76m        | Alemania        |
| Argelia         | Jasmine B | 19   | 1.75m        | Argelia         |
| Australia       | Ina Bahrend | 25   | 1.73m        | Alemania        |
| Brasil          | Jana K | 22   | 1.76m        | Alemania        |
| Chile           | Francesca Fiori Metzler | 24   | 1.74m        | Chile           |
| Corea del Norte | Sandra Oltra (enlace roto disponible en Internet Archive; véase el historial, la primera versión y la última).             | 36   | 1.75m        | España          |
| Corea del Sur   | Julia W | 26   | 1.70m        | Alemania        |
| Costa de Marfil | Amy C | 29   | 1.66m        | Alemania        |
| Dinamarca       | Arnita O | 25   | 1.75m        | Alemania        |
| Eslovaquia      | Maria Ishutova (enlace roto disponible en Internet Archive; véase el historial, la primera versión y la última).           | 21   | 1.80m        | Alemania        |
| Eslovenia       | Lidia Herceg (enlace roto disponible en Internet Archive; véase el historial, la primera versión y la última).             | 33   | 1.76m        | Alemania        |
| España          | Tanja Fidelius (enlace roto disponible en Internet Archive; véase el historial, la primera versión y la última).           | 19   | 1.71m        | España          |
| Francia         | Jessica Kissel | 21   | 1.68m        | Alemania        |
| Ghana           | Diana Opoku | 23   | 1.70m        | Alemania        |
| Grecia          | Katerina Giannoglou (enlace roto disponible en Internet Archive; véase el historial, la primera versión y la última).      | 28   | 1.73m        | Italia          |
| Holanda         | Avalon-Chanel Weisig (enlace roto disponible en Internet Archive; véase el historial, la primera versión y la última).     | 20   | 1.74m        | Holanda         |
| Honduras        | Liese Rendel Merlo (enlace roto disponible en Internet Archive; véase el historial, la primera versión y la última).       | 23   | 1.83m        | Alemania        |
| Inglaterra      | Stefanie Bridewell | 19   | 1.70m        | Alemania        |
| Italia          | Valeria Bystritskaia (enlace roto disponible en Internet Archive; véase el historial, la primera versión y la última).     | 23   | 1.76m        | Alemania        |
| Japón           | Sabrina Mishiko | 25   | 1.62m        | Alemania        |
| Camerún         | vani M | 21   | 1.72m        | Alemania        |
| México          | Karla Zulema (enlace roto disponible en Internet Archive; véase el historial, la primera versión y la última).             | 28   | 1.72m        | España          |
| Nigeria         | Aurelie Ndaya | 25   | 1.68m        | Alemania        |
| Nueva Zelanda   | Denise D | 25   | 1.64m        | Alemania        |
| Paraguay        | Sonja Bauer | 23   | 1.72m        | Alemania        |
| Portugal        | Sandra Correida | 20   | 1.70m        | Alemania        |
| Serbia          | Mateja M | 23   | 1.71m        | Alemania        |
| Sudáfrica       | Zanele Jax | 20   | 1.62m        | Alemania        |
| Suiza           | Sabrina Castioni (enlace roto disponible en Internet Archive; véase el historial, la primera versión y la última).         | 26   | 1.74m        | Suiza           |
| Uruguay         | Lizandra Valdèz | 23   | 1.73m        | Alemania        |
| Estados Unidos  | Janique Johnson (enlace roto disponible en Internet Archive; véase el historial, la primera versión y la última).          | 19   | 1.72m        | Estados Unidos  |